# Санитарно-эпидемиологический контроль
Санитарно-эпидемиологический контроль (санитарно-эпидемиологический государственный надзор) — деятельность по предупреждению, обнаружению, пресечению нарушений в области обеспечения санитарно-эпидемиологического благополучия населения в целях охраны здоровья населения и среды обитания человека.
Целью санитарно-эпидемиологического надзора является предупреждение возникновения острых инфекционных заболеваний среди населения.
Также, надзор государства за соблюдением работодателями санитарно-гигиенических и санитарно-противоэпидемиологических норм и правил, осуществляемый специально уполномоченным федеральным органом исполнительной власти.
По итогам проверки (экспертизы) выдается санитарно-эпидемиологическое заключение.
При пересечении границы санитарно-эпидемиологическому контролю обычно подвергаются: пищевые продукты (в том числе табачные изделия и табачное сырье), товары для детей, товары бытовой химии, парфюмерно-косметические средства, изделия из натурального сырья, подвергающегося в процессе производства обработке и пр.
в России
- Федеральная служба по надзору в сфере защиты прав потребителей и благополучия человека (Роспотребнадзор)
  - центры гигиенического и санитарно-эпидемиологического надзора (ЦГСЭН).
- Федеральное медико-биологическое агентство (ФМБА России)